# This Is War
This Is War är det tredje studioalbumet av amerikanska rockbandet 30 Seconds to Mars. This is War är bandets första studioalbum på fyra år efter att A Beautiful Lie utgavs 2005.
This is War finns med 2000 olika albumomslag med fotografier tagna av fans från hela världen, de första 2000 fotografierna som mailades in som uppfyllde kraven blev omslag.

## Låtlista
Alla låtar är skrivna och komponerade av Jared Leto, förutom där det är noterat.
| Nr           | Titel                      | Låtskrivare  | Längd |
| ------------ | -------------------------- | ------------ | ----- |
| 1.           | Escape                     |              | 2:24  |
| 2.           | Night of the Hunter        |              | 5:41  |
| 3.           | Kings and Queens           |              | 5:47  |
| 4.           | This Is War                |              | 5:27  |
| 5.           | 100 Suns                   |              | 1:58  |
| 6.           | Hurricane                  |              | 6:13  |
| 7.           | Closer to the Edge         |              | 5:38  |
| 8.           | Vox Populi                 |              | 5:42  |
| 9.           | Search and Destroy         |              | 6:00  |
| 10.          | Alibi                      |              | 5:58  |
| 11.          | Stranger in a Strange Land |              | 6:54  |
| 12.          | L490                       | Shannon Leto | 4:26  |
| Total längd: | Total längd:               | Total längd: | 60:40 |

| 13. | Kings and Queens (LA Riots vocal mix) | 6:12 |
| 14. | Night of the Hunter (Flood remix)     | 5:42 |

| 13. | Kings and Queens (Eddy and Tiborg radio mix) | 4:10 |
| 14. | Kings and Queens (Innerpartysystem remix)    | 6:17 |

| 13. | Kings and Queens (Tek-One remix)      |  |
| 14. | Closer to the Edge (Akustisk version) |  |

| 13. | Hurricane (feat. Kanye West)   |                                                                           | 6:11 |
| 14. | Bad Romance (BBC live version) | Lady Gaga, RedOne                                                         | 4:40 |
| 15. | Stronger (BBC live version)    | Kanye West, Thomas Bangalter, Guy-Manuel de Homem-Christo, Edwin Birdsong | 6:03 |

| 17. | Kings and Queens (LA Riots main vocal mix) | 6:11 |
| 18. | Night of the Hunter (Flood remix)          | 5:41 |

| 1. | Closer to the Edge (Musikvideo)          | 6:22  |
| 2. | The Ride (Kings and Queens) (Musikvideo) | 8:51  |
| 3. | The Ride (The Making of)                 | 20:48 |
| 4. | Into the Wild                            | 6:15  |
| 5. | The Summit                               | 3:12  |
| 6. | War Is Coming" (Kortfilm)                | 7:16  |